# Petróleo de esquisto
El petróleo de esquisto (en inglés: shale oil) es un petróleo no convencional producido a partir de esquistos bituminosos mediante pirólisis, hidrogenación o disolución térmica. Estos procesos convierten a la materia orgánica contenida dentro de la roca (querógeno) en petróleo sintético y gas. El petróleo resultante puede ser utilizado como combustible o ser mejorado para ajustarse a las especificaciones del material que alimenta una refinería mediante el agregado de hidrógeno y la eliminación de impurezas tales como azufre y nitrógeno. Los productos refinados pueden ser utilizados para los mismos fines que aquellos obtenidos a partir del petróleo crudo. 

## Historia

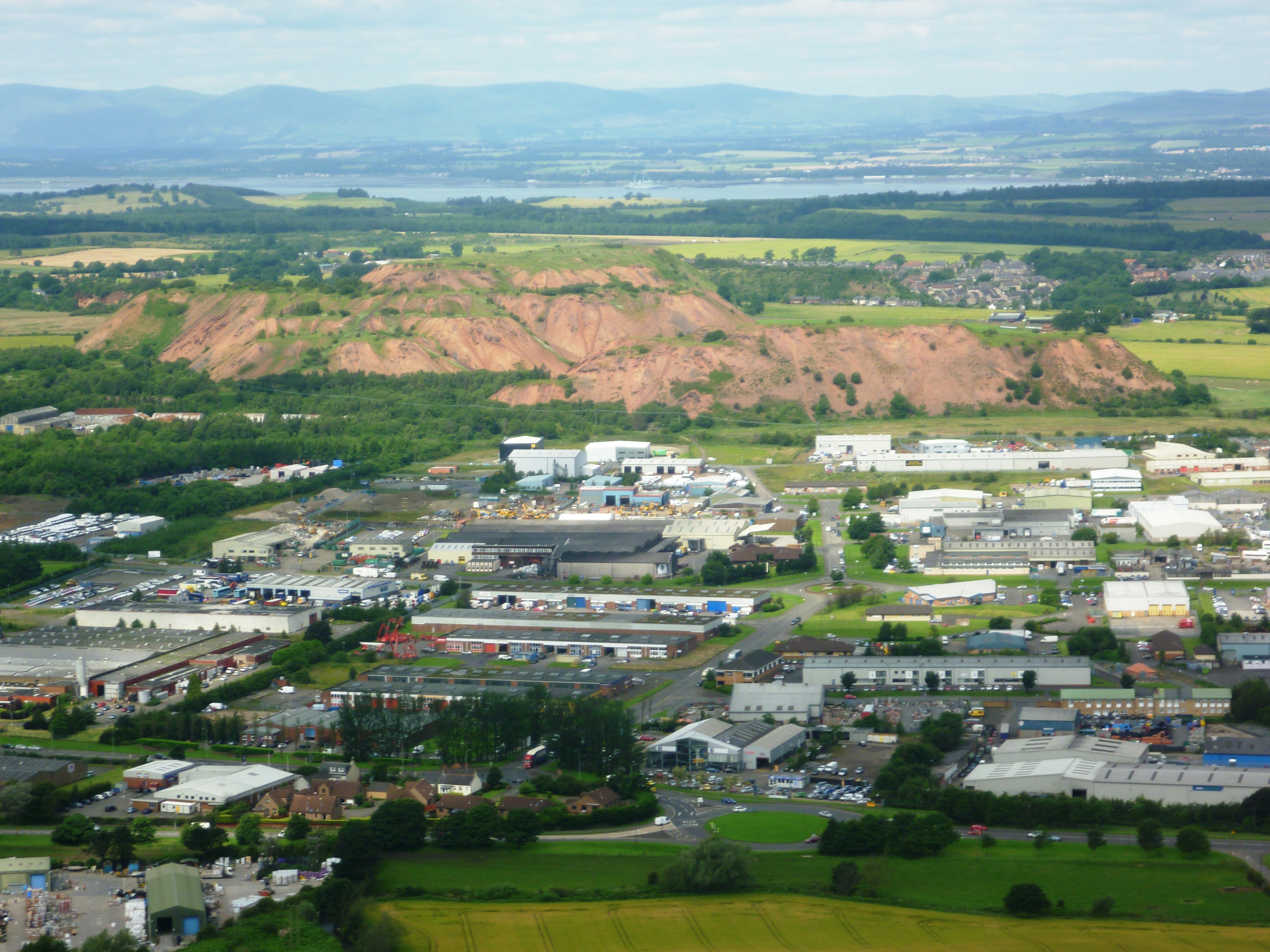
Tres colinas de escombros de esquistos en West Lothian, evidencia de la primitiva industria de parafina de petróleo en el en Escocia.

El petróleo de esquisto fue una de las primeras fuentes de aceite mineral usadas por los humanos.
Su uso más antiguo del cual existan registros fue en Suiza y Austria a comienzos del siglo XIV. En 1596, el médico personal de Frederick I, duque de Württemberg escribió acerca de sus propiedades curativas. El petróleo de esquisto fue utilizado para alumbrar las calles de Modena, Italia a comienzos del siglo XVII. La Corona británica otorgó una patente a tres personas en 1694 que habían «encontrado la manera de extraer y producir grandes cantidades de pitch, brea, y aceite de un cierto tipo de roca». Posteriormente comercializado como Betton's British Oil, se promocionaba diciendo que el producto destilado había sido «probado por buzos en dolores y contusiones con gran efecto beneficioso». Las industrias modernas de extracción de shale oil se crearon en Francia hacia 1830 y en Escocia durante la década de 1840. El petróleo era utilizado como combustible, como lubricante, y como aceite para lámpara; la revolución industrial había aumentado la demanda de iluminación. Servía para reemplazar al aceite de ballena que era cada vez más escaso y costoso.
Durante finales del siglo XIX, se construyeron plantas para extracción de shale oil en Australia, Brasil y Estados Unidos. China (Manchuria), Estonia, Nueva Zelanda, Sudáfrica, España, Suecia, y Suiza producían shale oil a comienzos del siglo XX. El descubrimiento de petróleo crudo en Medio Oriente a mediados del siglo XX paralizó a la mayoría de estas industrias, aunque Estonia y Noreste de China mantuvieron operativas sus industrias de extracción hasta comienzos del siglo XXI. En respuesta al aumento de los costos del petróleo a comienzos del siglo XXI, han recomenzado operaciones de extracción y/o de exploración en Estados Unidos, China, Australia, y Jordania.

## Procesos de extracción
El petróleo de esquisto puede extraerse mediante pirólisis, hidrogenación, o disolución térmica.
La pirólisis de la roca es realizada en un retorta, situada encima del suelo o dentro de la propia formación de roca. En 2008 la mayor parte de las industrias extractivas de shale oil extraían, trituraban y transportaban la roca hasta una instalación de retortas, aunque se han probado algunas técnicas experimentales que permiten extraer el petróleo in-situ en el mismo lugar de extracción. La temperatura a la cual el querógeno se descompone en hidrocarburos estables varía según el tiempo del proceso. En la descomposición sobre suelo el proceso comienza sobre los 300 °C, pero puede acelerarse y completarse a temperaturas más altas. Las descomposición se realiza de forma óptima entre 480 y 520 °C.

Los procesos de hidrogenación y disolución térmica (mediante procesos de reactivos de fluidos) permiten extraer el petróleo usando un donante de hidrógeno, disolventes o una combinación de estos. La disolución térmica implica la aplicación de disolventes a una elevada temperatura y presión, incrementando la salida de petróleo por craqueo de la materia orgánica disuelta. Diferentes métodos producen shale oil con diferentes propiedades.
Una medida crítica para estudiar la viabilidad de la extracción del shale oil es la relación entre la energía producida por el shale oil extraído respecto a la cantidad de energía necesaria para extraerlo y procesarlo, una relación denominada "Energía retornada respecto a energía invertida" (en inglés Energy Returned on Energy Invested). En 1984 un estudio estimó que la relación para varios depósitos de shale oil variaba entre 0'7 y 13'3.
Estudios más recientes indican que la relación de los shale oil variaría entre 2 y 16, dependiendo de si la energía consumida es contada a su vez como energía producida. Royal Dutch Shell informó sobre relaciones entre 3 y 4 en extracciones que desarrollaron tecnologías de procesamiento in situ."